# Jouy-le-Potier
Jouy-le-Potier är en kommun i departementet Loiret i regionen Centre-Val de Loire strax norr Frankrikes mitt. Kommunen ligger i kantonen Cléry-Saint-André som tillhör arrondissementet Orléans. År 2022 hade Jouy-le-Potier 1 631 invånare.

## Befolkningsutveckling
Antalet invånare i kommunen Jouy-le-Potier
| Referens: INSEE |